# 허지은
허지은(1986년 9월 16일 ~ )은 대한민국의 배우이다.

## 학력
- 대진대학교 연극영화학부 학사

## 연기 활동

### 드라마
- 2012년 MBC 월화드라마 《마의》
- 2016년 MBC 주말 특별기획 《옥중화》 ... 순금 역